# Улица Чаплыгина (Москва)
У́лица Чаплы́гина — улица в центре Москвы в Басманном районе между Большим Харитоньевским переулком и улицей Покровка.

## Происхождение названия
Ранее называлась Машков переулок по домовладельцу XVIII века дворцовому гоф-юнкеру Машкову. В 1942 году переименована в честь академика С. А. Чаплыгина (1869—1942), одного из основоположников современной гидро- и аэродинамики, жившего на этой улице в доме № 1а. Бюст Чаплыгина установлен в Большом Харитоньевском переулке, рядом с домом № 9.

## Описание
Улица Чаплыгина начинается от Большого Харитоньевского переулка и проходит на юго-восток параллельно Чистопрудному бульвару. Слева к улице Чаплыгина примыкают Фурманный переулок и Машкова улица, а справа — улица Макаренко. Выходит на Покровку прямо напротив Лялина переулка.

## Примечательные здания и сооружения

### По нечётной стороне
- В несохранившемся доме, на участке, где располагается дом  № 1а, в начале 1890-х гг. жил М.А.Врубель, работавший над иллюстрациями к поэме  М.Ю.Лермонтова "Демон".[1]
- № 1/12, стр. 1 — бывший дом жилищного кооператива научных работников (1927)[2]. Здесь в 1930—1971 годах жил советский полярник, радист первой советской дрейфующей станции «Северный полюс» Э. Т. Кренкель (мемориальная доска у подъезда № 2).
- № 1а — доходный дом братьев Грибовых (1910—1912, архитектор Г. А. Гельрих)[3]. Здесь жили учёные С. А. Чаплыгин (кв. № 37, с 1979 года — музей-квартира С. А. Чаплыгина[4]) и Е. А. Чудаков[5], М. А. Великанов[6], архитектор Г. А. Гельрих,[7], учёный-механик, специалист в области строительных конструкций и мостостроения Н. С. Стрелецкий[8], писатель А. П. Глоба[9], историк Ю. В. Готье[10], врач Н. Ф. Гамалея[11], инженер-мостростроитель П. В. Щусев[12], создатель и директор Института биохимии АН академик  А.Н. Бах[1], театральный актёр, режиссёр и педагог, заслуженный деятель искусств РСФСР В.К.Монюков[1].

В квартире № 16 жила  Е.П. Пешкова, у которой "Горький жил во время своих приездов в Москву 1915-1929 годах", о чём гласит установленная на доме мемориальная доска. В этой квартире бывал и В.И. Ленин и именно здесь он слушал  "Аппасионату"  Бетховена — факт, отраженный в картине  Налбандяна "Ленин в гостях у Горького 20 октября 1920 года слушает Аппассионату".
В здании размещается Московский театр Олега Табакова. Во дворе театра установлена скульптурная композиция «Драматурги Александр Володин, Александр Вампилов, Виктор Розов» (скульптор А. С. Чаркин, архитектор И. П. Саутов, 2007).
- № 3 — особняк Л. В. Готье-Дюфайе (1898, архитектор Н. И. Якунин; в 1914 надстроен с изменением фасада Д. С. Марковым)[3]. Здание занимает Посольство Латвии.
- № 9, стр. 3 — школа № 613.
- № 13 — жилой дом (архитектор С. М. Матвеев)[14]. Здесь в 1939—1953 годах жил композитор Виссарион Шебалин[15].
- № 15, стр. 5 — «Дом политкаторжан» (дом кооператива «Политкаторжанин»; 1927, архитекторы Д. Знаменский, Н. Ликин[16]). Общественная организация «Общество бывших политкаторжан и ссыльнопоселенцев» возникла в Москве в 1921 году. Она помогала своим подопечным, проводила лекции и доклады, собирала, хранила, изучала и издавала материалы по истории царской тюрьмы, каторги и ссылки, построила для своих членов три жилых дома. В 1935 году по инициативе Сталина организация была ликвидирована, все мужчины, жившие в «Доме политкаторжан», были арестованы. Согласно базам данных правозащитного общества «Мемориал» в годы Большого террора  как минимум 23 жильца этого дома были расстреляны[17].  Число погибших в лагерях ГУЛАГа не установлено. В рамках гражданской инициативы «Последний адрес» 7 февраля 2016 года на доме были установлены мемориальные знаки с именами служащего Ш. Я. Вроно и редактора В. А. Плескова[18], 21 января 2018 года с именами юриста Я. Д. Баума и служащего Б. И. Маневича[19].

### По чётной стороне
- № 2/10 — доходный дом и особняк Н. Ф. Грибова (1900)[3].
- № 6 — Фонд дружбы с народами арабских стран.
- № 8 — доходный дом (1903, архитектор П. В. Яковлев). Прошли детские годы Георгия Юматова
- № 10 — доходный дом (1894, архитектор И. Г. Кондратенко).
- № 20 стр. 3 (№ 10 по ул. Макаренко) — двухэтажный дом 1-й трети XIX века с рустованным нижним этажом. Согласно краеведу А. В. Можаеву — «послепожарный дом, из последних непорченных (в последние годы снесены такие же на Хохловской площади и в Знаменском переулке, надстроен и изуродован в Белгородском проезде). От перечисленных родственников его отличает наличие очень мощных сводов в нижнем этаже». Снесён в начале апреля 2016 года под предлогом ремонта кровли подрядчиком ООО «Арком-строй» (заказчик — ООО «ПИК „Веймар-Девелопмент“»).

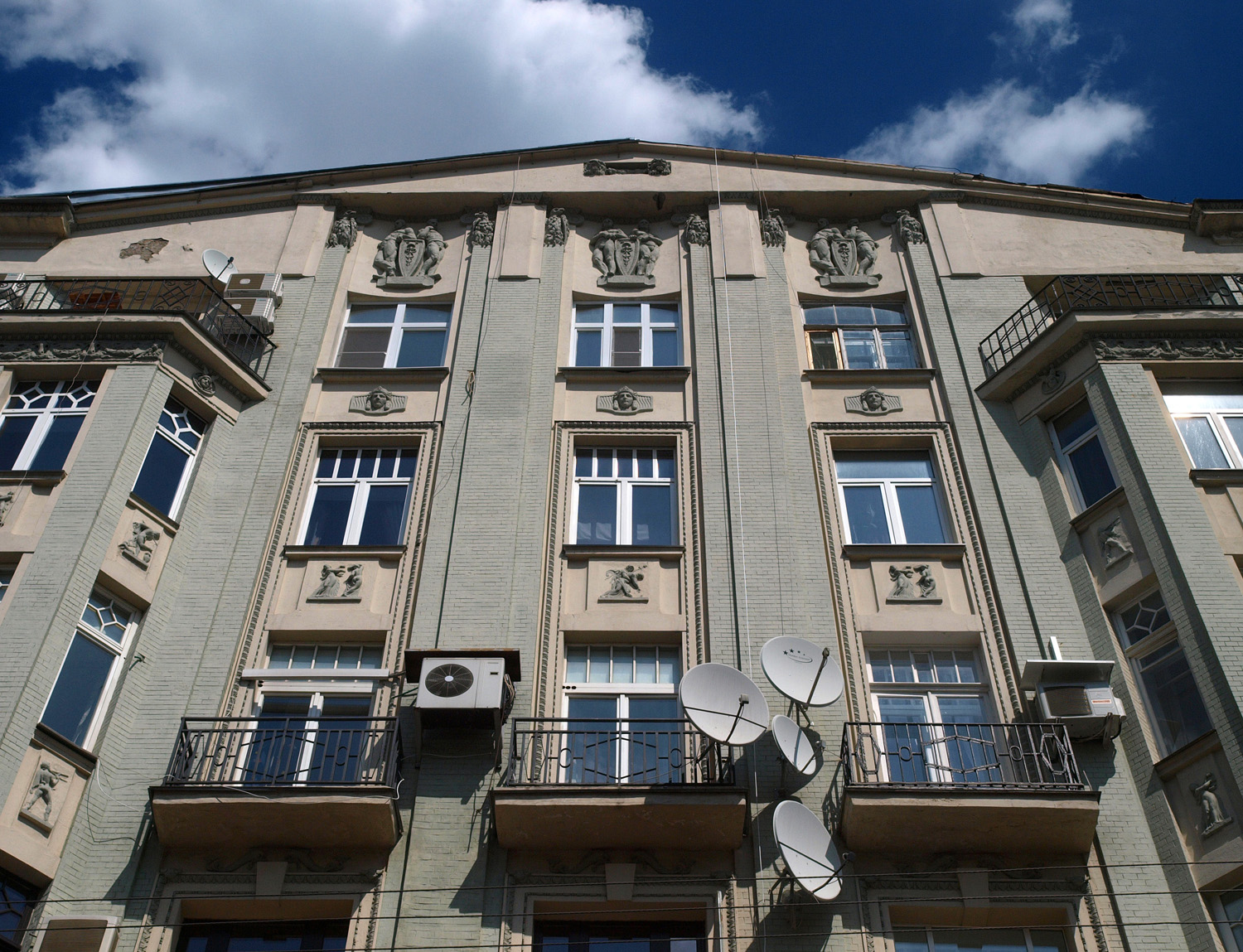
№ 1а, доходный дом братьев Грибовых (арх. Г. А. Гельрих, 1910—1912)
Скульптурная группа «Вампилов, Розов, Володин» во дворе Театра Олега Табакова
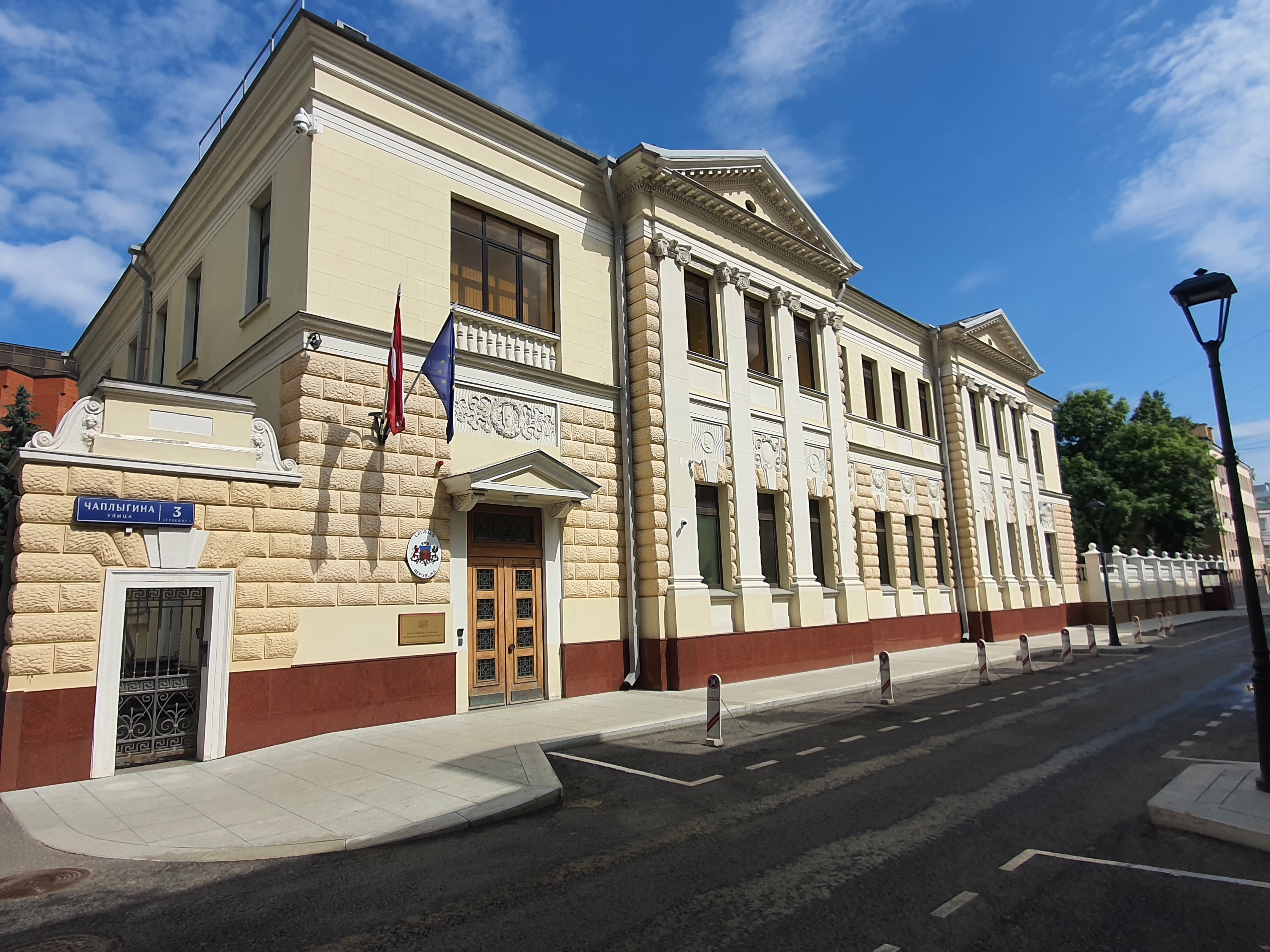
№ 3, особняк Л. В. Готье-Дюфайе (арх. Н. И. Якунин, 1898)
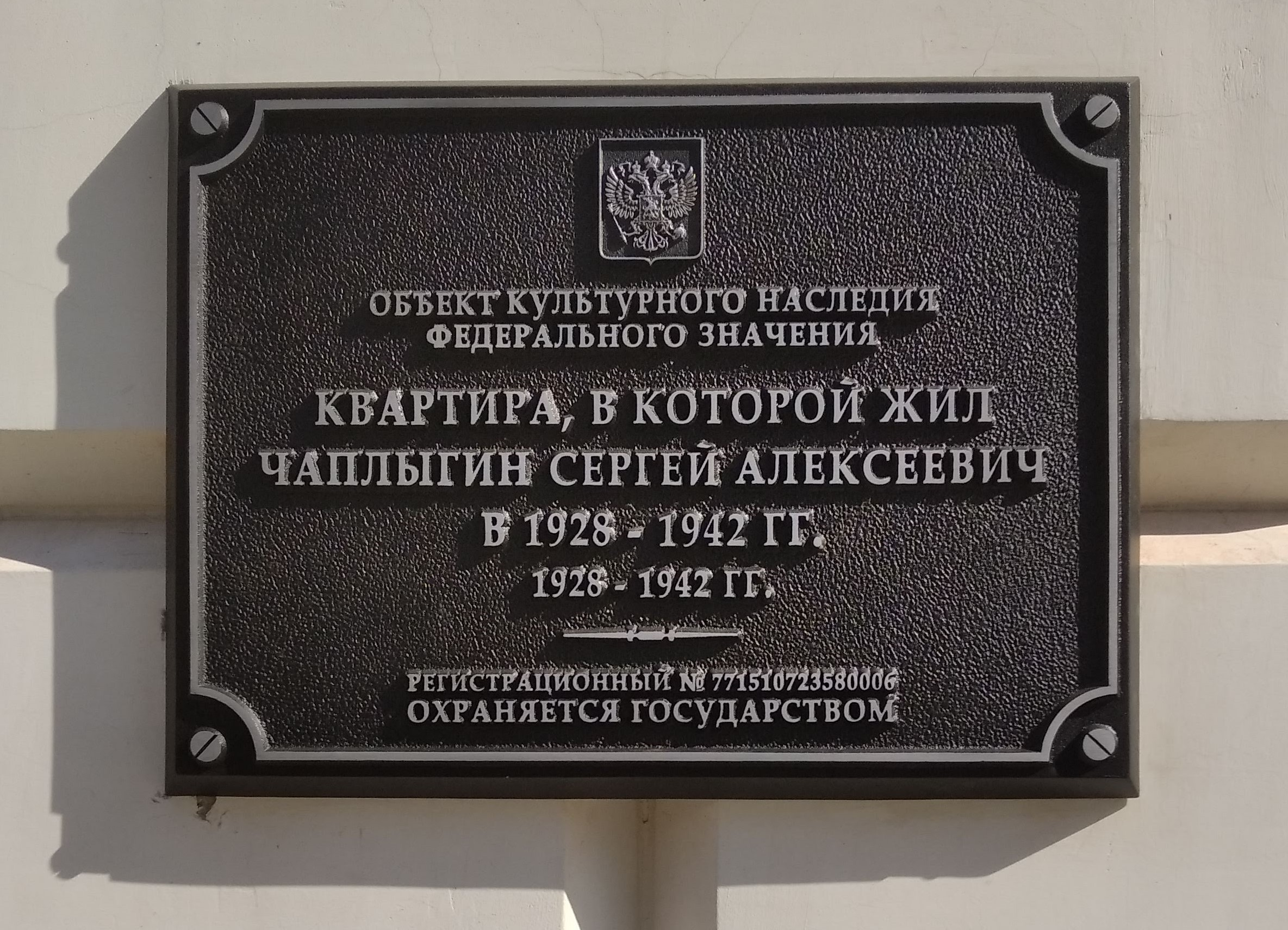
Табличка на доме № 1а, где жил С. А. Чаплыгин

## В кинематографе
- Дом № 11 появляется обычно в начале сериала «Моя прекрасная няня».
- В доме № 1а происходят некоторые действия фильма "Последняя осень" 1990 года.